# 名探偵マーニー
『名探偵マーニー』（めいたんていマーニー）は、木々津克久による日本の漫画作品。『週刊少年チャンピオン』（秋田書店）2012年38号より2014年36+37合併号まで連載していた。
ぼさぼさ頭の女子高生探偵「マーニー」による推理ドラマを描く。話の焦点はマーニーの謎解きや活躍ではなく、依頼そのものや渦中の人物の方に当たっており、その中で話の中心となる謎をマーニーが暴くが、その先の解決は成り行きに任されることが多い。すなわち「女子高生探偵」という狂言回しにより、不可思議な人間模様が描かれる、という構成になっている。また、多くの探偵もの漫画とは異なり1話完結方式が徹底しており、「メカニック事件」に関するストーリーを除き必ず1話で事件を解決している。ライターの一ノ瀬謹和はミステリの要素よりも、マーニーの依頼者たちが織りなす不思議な人間模様を見どころと推している。
コミックス第1巻発売時には、記念として「名探偵マーニー」オリジナルTシャツが「CHAMPION THE WEB」にて期間限定予約販売された。
コミックス描き下しのおまけ漫画ではテレビドラマ（あるいは映画）としての「名探偵マーニー」を撮影していると見做しての撮影舞台裏やNGシーンが描かれていることもある。

## あらすじ
探偵業を営む父を持つ女子高生、マーニー。彼女は自らも友人・知人の依頼を受け、探偵活動を行っていた。その前に次々と現れる奇怪な事件と依頼人。持前の集中力と推理力でそれらを解決していくが、幼少の頃マーニーにトラウマを植え付けた犯罪者「メカニック」の影がちらつき始める。かつての悪夢と決別すべくマーニーは対決を決意、これに立ち向かう。

## 登場人物
マーニー (Marnie)
ぼさぼさ頭の女子高生探偵。本名は「真音（まりおん）」だが苗字は不明。星座は山羊座。父親のロイド（後述）や教師からも真音ではなくマーニーと呼ばれている。ロイドの探偵業を手伝いながら、自身も周囲の人間から依頼を受けて活動している。
謎解きをしているときは、周囲の呼びかけに反応しないほど集中する「思考世界（シンキングワールド）」に没入する。
主な捜査方法は、まずネットでコミュニティや周辺人物などから聞き込み、あるいはアンケートなどの体裁を取って情報を集めてから、直接の聞き込みや調査で必ず裏をとるというもの。スマートフォンのような携帯端末も愛用しており、情報収集や、まとめた情報のメモやまとめ、更にカメラ機能などを使いこなし、いわゆる「七つ道具」的な使い方をしている。
推理能力や分析能力は高いが学業には反映されず、しかも探偵業が忙しいあまり授業に集中していない描写も多く、学校の成績はかなり微妙。また、身だしなみやファッションも微妙で気を使っていないがその容姿は整っており、男子からの評価は意外に高い。
依頼を受ける際、敬礼しながら「マーニーにおまかせを」で決める。調査費用は、日当5000円、成功報酬として日当3倍額、必要経費別。成功報酬に関しては連載序盤のみで以降は省略されていた。
ロイド
マーニーの父親。本名不明。マーニーからは「パパ」と呼ばれている。
老朽化した峠茶屋を格安で譲ってもらい、DIY的に改築した自宅兼探偵事務所「ロイド・インベスティゲーション」を経営している。ネットでは「良識ある」探偵と評判は良いが裕福ではない模様。
かつては刑事であったがメカニック（後述）が引き起こした事件にマーニーが巻き込まれたことが遠因となって辞職している。また仕事優先で家庭を顧みないロイドの態度と事件による世間からの非難のため、妻（マーニーの母親）と別居することになったが離婚はしていない。

### 学校関連
学校名は不明。登場したことのある生徒が別の話では学内のシーンでモブキャラクターとして再登場していることも多い。また名前のみ他の生徒の口から挙げられることもある。
いわゆるスクールカーストの描写があり、学内では以下の4つの派閥グループが一般生徒の上で幅を利かせている。派閥間での交流は希薄であるが、対立もしていない（対立云々以前に他派閥との接触自体がほとんどない）。複数のグループに所属する生徒もいる。
セレブ
いわゆる上流階級の子弟グループ。生徒会長の白鳥などが属する。
アイアン
体育会系のグループ。陸上部の那智がトップに挙げられる。
フラワー
学校生活を楽しもうとするグループ。「リア充」にフラワーのルビが振られていることもある。立花薫流を中心とした美男美女の集まり。
スティンガー
旧クラブハウスを根城にするいわゆる不良グループ。なお、トップ（ナンバー1）は長期入院中。
その他の少数グループ
カーディガンズ
ラクロス部はチームスタイルとして似たようなカーディガンを着用しているため、「カーディガンズ」と呼称されている。
オタク
特に「フラワー」に属する生徒からは、オタクグループに所属することは低い評価を受ける傾向が強い。
オカルト
オカルトを好む集団。
ブレインズ
成績向上を目標とするグループであるが、学内で最優秀の枯野忠明には相手にされていないため、勢力としては弱い。
ブックス
ビブロフィリア（愛書家）の集団。
アウトロー
「一匹狼」にアウトローのルビが振られていることもある。
いずれの派閥にも属さない生徒。マーニーはアウトローであると見做されている。
マーニーはいくつかの事件を通じて4大グループの上位者とそれぞれ親交があるため、一般生徒からはあらぬ誤解を受けている節もある。

#### 1年
若島津 ゆりか（わかしまづ ゆりか）
マーニーのクラスメイトで、マーニーとは小学校からの付き合い。
マーニーにたびたび依頼を行っているが、報酬の支払いは滞っているようである。
流行のアイドルや声優に飛びつくミーハーな面があり、お調子者で口が軽い。彼女自身の依頼の中で隠れた性癖が判明。この時に知り合った片岡（後述）と交際を始める。関係は順調だったが、後に片岡の浮気が発覚する。
舞城 天（まいしろ てん）
マーニーとは異なるクラス。ロードバイク乗りで、女子最速最年少チャンプの異名を持つ。
波峰 りあ（なみみね りあ）
マーニーのクラスメイト。長髪でドクロの髪留めをしている。団地住まいで、大学生の姉がいる。
かつて、暴行されそうになったところを幼馴染の彼氏に助けられたが、その際に彼氏が死亡したためトラウマを抱え込み、暴力行為に走ることがあった。
トラウマはある程度は快方したようで、事件の後は通常に学園生活を送っており、マーニー達との付き合いも変わりない。
前花 (まえはな)
マーニーのクラスメイト。眼鏡をかけた女子。オカルト好きで、図書委員をしている。
真希田 マキ (まきた マキ)
マーニーのクラスメイト。そばかすが特徴的な女子。手品が得意で、姉と2人で姉妹マジシャンをしていた過去がある。

#### 2年
那智（なち）
陸上競技の英雄として有名。学内生徒からの人気も男女問わずに高い。
枯野 忠明（かれの ただあき）
1人で学校全体の偏差値を底上げできるほどの学業優秀な人物。白鳥に言わせると「天才」であるが、自身の勉強時間が減ると成績が低下することもある。
マーニーをも感嘆させる知識量があり、外国語の翻訳などをマーニーから依頼されることもある。
極度に神経質なところがあり、他校の入試会場でパニックを起こし受験に失敗。その学力に目を付けられ、特別に個室での受験が行えたことで、この学校に入学したという経緯がある。自己表現力には難ありだが、マーニーや知人の相談には快く応じるなど人格者である。
猿頭 晶子（えんどう しょうこ）
チアリーディング部の部長。チアリーディング部は従来フラワーに属するゆるやかな部であったが、猿頭が部長就任以来、体育会系（アイアン）の厳しい練習や大会優勝を目指すような内部改革、意識改革が行われた。猿頭に従う部員は多いが、反対派の部員もいる。
薬師沙織がフラワーのトップから退いた後は、フラワーの女子代表も兼ねるようになっている。
犬飼 悠里（いぬかい ゆうり）
スティンガーのナンバー2の女子生徒。学内で裏カジノを開催し、生徒から多額の金銭を巻き上げている。40万円の負債を背負わされた女生徒が自殺未遂を行ったことで、生徒会長から調査依頼が行われたため、マーニーと面識をもつことになる。
4色型色覚という「常人には見分けがつかない色を見分けることができる」特異体質であり、それを利用して背面にマーキングを行ったトランプ（麻雀で言うところのガン牌）を用いたポーカーでイカサマを行っていたが、マーニーに見破られた。以降、マーニーとはやや敵対的な対場をとっていたが、スティンガーのナンバー1に関する事件を通し、不器用ながらも和解した。
ナンバー5財津、ナンバー3姫神と違い、積極的にスティンガー内で派閥化、組織化を行っている。
香坂（こうさか）
生徒会書記。最終話で進級した後には生徒会長に就いていた。

#### 3年
白鳥 文那（しらとり あやな）
生徒会長を務めるセレブのお嬢様。個人的な依頼だけでなく学内の不審な事件の捜査などを度々依頼するマーニーのお得意様。これには、第三者である探偵、調査事務所に依頼を行い逆に弱みを握られることを防止するために、信頼のおける者を子飼いの探偵に仕立てる……という事情も含まれている。
生徒会の後輩や身元不明の動物の世話など面倒見が良い反面、成績が低く内向的な生徒を偏見の目で見ることがある。
坂本 累（さかもと るい）
家族には秘密でモデルの仕事もしており、芸能界関係者とも交流関係がある。坂本を通じて芸能関係者からマーニーに調査依頼がされることもある。
立花 薫流（たちばな かおる）
フラワーのトップ。容姿端麗にして一挙一動に華がある上に文武両道で成績も良く、スポーツも万能とされる。
薬師沙織と理想のカップルとされていたが、根がオタクであった薬師とは協議の末に円満別離。それが校内ニュースに流れた際には、アイアン所属の女子柔道部員、ゆりか、波峰など普段は色恋と無縁な女子生徒までもが薬師の後釜にと色めき立つことになった。
財津（ざいつ）
「狂犬財津」とも呼ばれるスティンガー（不良）のナンバー5。
姫神 志士雄（ひめがみ ししお）
スティンガーのナンバー3。喧嘩の腕もなかなかで数人の相手を簡単に退けた。
ごつい見かけに反し社交ダンスを嗜む。ホモだという噂が学内に流れたことがある。
薬師 沙織（やくし さおり）
フラワー、セレブの両方に所属している。かつては立花薫流と理想のカップルとされていたが、協議の末に円満別離。
「美男子ゲーム」をオタクグループ1年男子から借りてやり込む、いわゆるオタク系の専門店に出入りする、大規模な同人誌即売会へ行く、マーニーを騙して猫耳を着けさせ萌えるなど、重度のオタクである。二次元と現実とのギャップに悩み、これが立花との別離の原因となった。

#### 教員
宮島 小百合（みやじま さゆり）
体育教師で、生活指導担当でもある。授業や生活指導は厳しいが、生徒からは嫌われているわけではなく「男のような性格」と評されて慕われている。
筋肉質な体つきをしており、作中ではダンベル片手に会話するなど、トレーニングに余念が無い。生活指導室もトレーニングジムのように機材が置かれている。

### 警察関連
毛利（もうり）
ロイドの後輩にあたる現職刑事。非番の日などにマーニーに呼び出され、捜査の手伝いなどをさせられていることもある。
結婚を誓った女性がいたが、行方不明となっている。

### メカニック関連
メカニック
爆弾や放火、殺人などを行い、また他人をそそのかして犯罪に手を染めさせる劇場型犯罪者。現場に「歯車」のマークを残すことから、「メカニック」と呼称される。変装の達人でもある。
幼い頃のマーニーもメカニックの引き起こした事件に巻き込まれてそのトラウマを引きずっており、ロイドはその事件が元で警察を辞職している。
数年前に逮捕されているが、証拠不十分、捜査不備の指摘、裁判で一部の罪を認めての司法取引などもあり、判決は懲役2年という起こした事件と比較すると軽い刑期であった。入所後は模範囚として評判も高かったため、刑期短縮での仮釈放となったが、保護観察を振り切って行方不明となる。
鴻上 有（こうがみ ゆう）
いわゆる「本物のメカニック」。如月アリアの幼児期の家庭教師をしていた当時は大学生で、マーニーと同じような探偵業・なんでも屋を行っていた。決め台詞は「メカニックにおまかせを」。なお、調査費用は日当50000円。
やがて劇場型犯罪に魅入られ愉快犯となるが、自らが影武者として招き入れた夜刀（後述）に組織を乗っ取られ、その上逮捕されてしまう。
異例の早期釈放後失踪するが、これは対夜刀の特殊な司法取引であった。当初はマーニーを事態から遠ざけ、安全を確保しようとしていたが、その覚悟を前に共同戦線を張り夜刀を追う。
全ての事件が解決した後、警察のマークも振り切り本当に行方をくらましてしまった。
夜刀（やとう）
「もう一人のメカニック」。外見は鴻上有とそっくりで、かつて浮浪者同然だったところを拾われ、メカニックの替え玉としての役割を与えられていたが、次第に鴻上の手を離れ暴走する。鴻上とは異なり人間を平気で殺傷する凶悪犯であり、夜刀がメカニックを「襲名」して組織を掌握した後の犯行は残忍かつ凶悪化の一途をたどっている。
幼いマーニーを人質にした事件（ロイドが辞職する直接の原因となる事件）は、夜刀が引き起こしたもので、逮捕、収監されていたメカニックは鴻上である。
マーニーに接近することで鴻上を牽制しようとするが、二人の仕掛けた心理戦の前に敗北した。

如月 アリア（きさらぎ アリア）
著名な芸能人。独自で事業展開や芸能関連のプロデュースも行っている。芸能界においては坂本累の先輩筋にもあたる。
幼児期に家庭教師として指導してくれた男性を探し出すことをマーニーに依頼するが、実はその男性こそがメカニック（鴻上）であり、依頼そのものが指示によって行われたものであった。秘かにメカニックと交流を持っており、鴻上の仲間といってもよい立場にある。

### その他
片岡 雪人（かたおか ゆきと）
大学生。若島津ゆりかと似て非なる性癖を持つ。本来ならば接点のなかった2人だが、ある偶然からめぐり合い、若島津ゆりかが片岡の捜索をマーニーに依頼したことが縁で、本格的に知り合って以後、交際中。しかし、とある事件の際に浮気をしていることが発覚、ゆりかにも現場を目撃される。
久儀 良太郎（くぎ りょうたろう）
テレビ番組『少年探偵久儀良太郎シリーズ』で人気の小学生探偵。この番組は、事件でマーニーと知り合ったプロデューサーがマーニーをモデルとして企画したもの。帽子と長髪がトレードマーク。
良太郎自身にも推理力はあり、探偵としての自負もあるが、テレビ番組スタッフの御膳立ての上での話であることを自覚している。マーニーのことを「師匠」と呼んで慕っている。
光輪 功士（みつわ こうじ）
30年前のテレビ番組『マイティ・ブリット』（劇中劇）で主人公ブリットを演じていた男性俳優。番組終了後に映画会社重役の娘を連れ逃避行をしていた。
新作のヒーロー映画に前述のブリットを復活させる企画があり、ブリット役であった光輪功士の捜索依頼がロイド・インベスティゲーションに持ち込まれる（ただし、大手探偵業者からの下請けの下請けであり、マーニー達の住む町内に光輪がいるところまでは調査済であった）。
その後、俳優業に復帰しており、『マイティ・ブリット』の新作も撮影、リリースされている。
金城 あつ子
マーニーとゆりかの中学時代の友人。通称“嘘つきあっちゃん”と呼ばれ、よく嘘臭い大げさな話をしていたが、皆からは好かれていた。だが、彼女の話は誇張されたホラ話ではあってもまったくの嘘ではなく、そしてその「嘘」の中には「自分は白血病で先が短い」というものが含まれていた。幸いにもそれもまた誇張であり、まだ生きて闘病生活をしている。なお、同じ病院の入院患者として『ヘレンesp』のヘレンがカメオ出演している。
熊耳 静（くまがみ しずか）
マーニーの実母にして、弁護士。熊耳弁護士事務所を開設している。
幼馴染で共に成長し、互いの苦境を支え合った女性3人がおり、「シスターズ」と呼ばれている。
ロイドが警察を辞めた頃に家を出ており、そのことからマーニーは静のことを愛情の持たない人間と誤解していたが、誕生日に和解とまでは行かないが歩み寄り出している。
亜羽 由紀絵
正式な登場は第3話「ドッペルゲンガー」（コミックス1巻収録）のみであるが、コミックス7巻の書店販促用ブロマイドになったり、女子高生のふりしてモブキャラクターとして登場していることがある。
コミックス7巻収録のおまけ4漫画では、そのことがネタにされていた。

## 書誌情報
- 木々津克久 『名探偵マーニー』 秋田書店〈少年チャンピオン・コミックス〉、全11巻
  1. 2012年12月7日発売 ISBN 978-4-253-21848-1
  2. 2013年3月8日発売、ISBN 978-4-253-21849-8
  3. 2013年5月8日発売、ISBN 978-4-253-21850-4
  4. 2013年7月8日発売、ISBN 978-4-253-21851-1
  5. 2013年9月6日発売、ISBN 978-4-253-21852-8
  6. 2013年11月8日発売、ISBN 978-4-253-21853-5
  7. 2014年1月8日発売、ISBN 978-4-253-21854-2
  8. 2014年4月8日発売、ISBN 978-4-253-21855-9
  9. 2014年6月6日発売、ISBN 978-4-253-21856-6
  10. 2014年8月8日発売、ISBN 978-4-253-21857-3
  11. 2014年10月8日発売、ISBN 978-4-253-21867-2